# Апаресиду душ Сантуш, Нильсэу
Нильсэу Апаресиду душ Сантуш (порт. Nilceu Aparecido Dos Santos; род. 14 июля 1977, Каскавел, Парана) — бразильский шоссейный велогонщик.

## Карьера

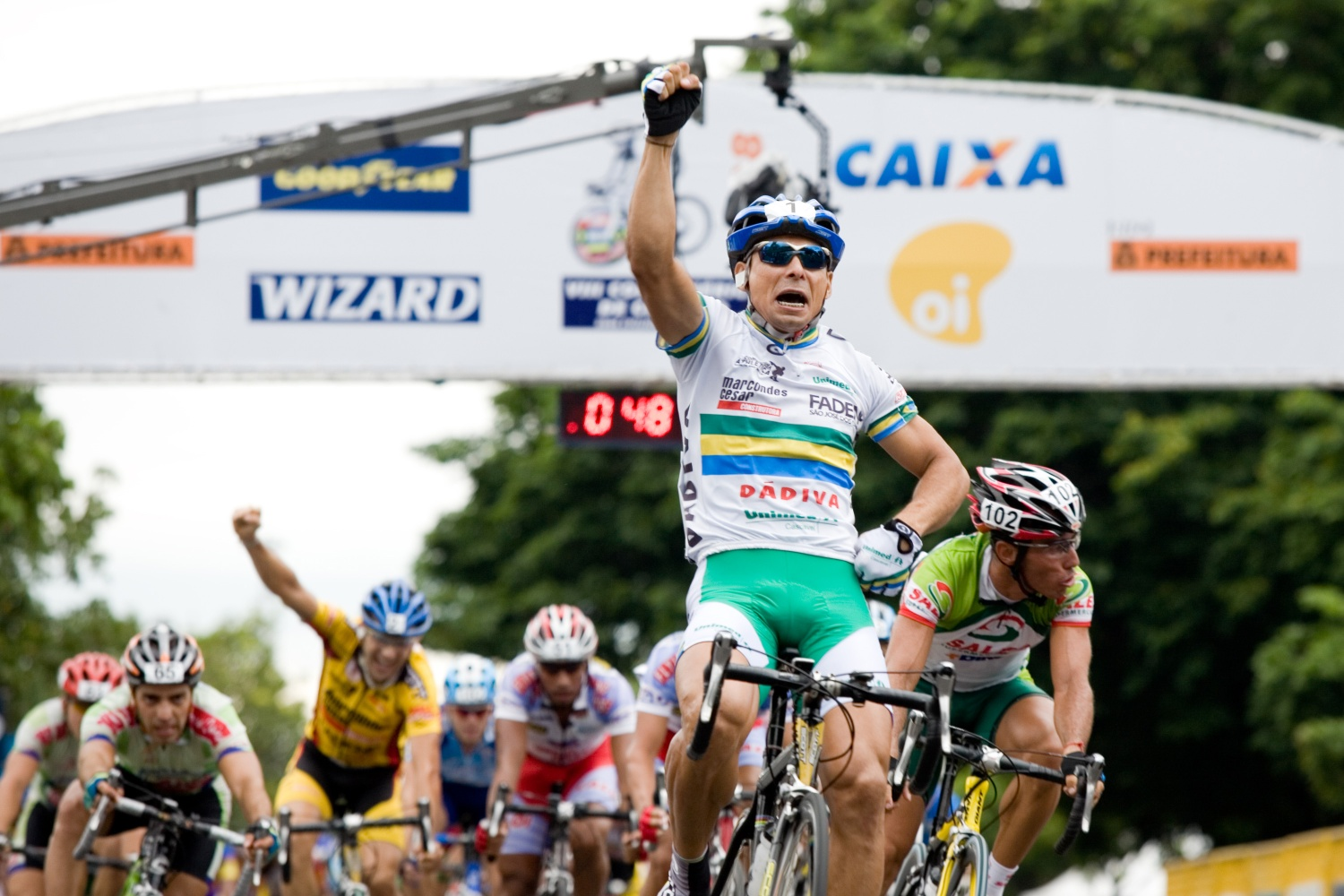
Нилсэу душ Сантуш выигрывает Копа Америка де Циклисмо 2008 в майке чемпиона Бразилии

### 2001-2010
В 2001 и 2004 годах дважды выиграл гонку Велогонка 9 июля.
С 2005 года Нилсэу душ Сантуш начал выступать за команду Scott-Marcondes César-São José dos Campos, заняв в том же году 5-е место по итогам дебютного Американского тура UCI.
В этот период он стал одним из самых известных национальных велогонщиков в стране, в основном благодаря своим четырём победам подряд на гонке Копа Америка де Циклисмо, которую транслировал в прямом эфире телеканал Globo. В 2009 году его победную серию на Копа Америка де Циклисмо прервал его товарищ по команде аргентинец Франсиско Чаморро перед которым стояла задача раскатить Нильсэу на финиш, но в итоге Чаморро оказался сильнейшим и одержал победу, а Нильсэу занял 2-е место.
Помимо Копа Америка де Циклисмо, Нилсэу одержал победы в основных национальных гонках: выиграл 3 этапа Волта штата Сан-Паулу в 2005, 2006 и 2007 годах; выиграл 4 из 12 этапов и очковую классификацию на Туре Санта-Катарины в 2006 году; стал чемпионом Бразилии в групповой гонке в 2007 году после того, как в 2005 году занял второе место; стал двукратным победителем Торнею де Веран в 2007 и 2009 годах; и двукратным победителем Копа Република де Сиклисимо также в 2007 и 2009 годах. В 2007 году занял 5-е место по итогам Американского тура UCI.

#### Сборная Бразилии
После победы на третьем Копа Америка де Циклисмо в 2007 году Нилсэу заявил, что мечтает представлять Бразилию на Панамериканских играх 2007 года которые должны были пройти  бразильском городе Рио-де-Жанейро. Несмотря на то, что в том году он стал чемпионом Бразилии в групповой гонке, его в итоге не вызвали в сборную. После победы в своем четвёртом Копа Америка де Циклисмо в 2008 году Нилсэу заявил, что «эта победа предназначена для всех бразильцев, поскольку они не дали мне возможности выступить на Пан [...] и я не мог одержать эту победу на Пана». Он также прокомментировал, что не знает, почему его не вызвали в сборную, и заявил о возможности участвовать в Олимпийских играх 2008 года, сказав, что «мне не нужно никому ничего доказывать» и что «если они отдадут должное, я обязательно сделаю это». будь там», имея в виду Олимпийские игры.
В феврале 2008 года в интервью сайту Prólogo Нилсэу ещё раз потребовал место в сборной: «Меня обижают». [...] Я не пытаюсь хвастаться, но моё резюме гораздо успешнее, чем у многих других, и у меня никогда не было возможности представлять свою страну за рубежом. Он также раскритиковал призывы тогдашнего тренера сборной Бразилии по велоспорту Мауро Рибейро. «На последних чемпионатах мира из всех, кого вызывал Мауро Рибейро, только Мурило [Фишер] финишировал на гонке. Почему он не даёт шанс тому, кто является лучшим в Бразилии, если остальные не финишируют?»
В интервью GazetaEsportiva.Net Мауро Рибейро оправдал отсутствие вызова Нилсэу в сборную Бразилии, заявив, что у уроженца Каскавеле «мало международного опыта», а также нет уверенности в том, что он способен добиться хороших результатов в более длинных гонках, таких как шоссейная групповая гонка протяжённостью 245 километров на Олимпийских играх. Нилсэу ответил на критику о своих выступлениях на больших дистанциях, заявив, что «если я выиграю Копа Америка де Циклисмо, дистанция который составляет 40 км, то это потому, что я тренируюсь для этого. Точно так же, как я выиграл эту гонку, я также выиграл чемпионат Бразилии, дистанция которого составляла 160 км в 2007 году. Это были очень избирательные гонки, многие сдавались, а я финишировал первым». Мауро Рибейро также заявил, что он пытался убедить Нилсэу принять участие в трековых соревнованиях на Панамериканских играх, но Нилсэу отклонил это предложение. Тогдашний тренер сборной Бразилии сказал, что, по его мнению, Нилсэу сможет выиграть как минимум две медали на этом турнире.
Лусиано Пальярини, в то время один из двух бразильских велогонщиков выступавших в высшем эшелоне мирового велоспорта, ПроТуре UCI, и постоянно присутствующий в вызовах в бразильскую сборную, прокомментировал этот случай в интервью сайту Prólogo, заявив, что «даже он [Нилсэу] в это не верит. Он настаивает на том, чтобы шуметь и вести себя как жертва». Наконец, Нилсэу в этот период ни разу не представлял сборную Бразилии по велоспорту.
В 2010 году Нильсеу снова начал сезон на Копа Америка де Циклисмо в поисках своей пятой победы в гонке, но в итоге финишировал на 6-м месте. В марте он стал победителем 4-го этапа Джиро Сан-Паулу, которая стала его единственной победой в том году. В апреле участвовал на Туре Турции имевших категорию 2.HC, одной из самых высоких в мировом велокалендаре. Его лучшим результатом стало 22-е место на втором этапе, а на 5-м этапе он сошёл с гонки. В июле занял 2-е место на Велогонке 9 июля, уступив только своему товарищу по команде Франсиско Чаморро, который стал победителем. В октябре 2010 года финансовый кризис привёл к банкротству команды Scott-Marcondes César-São José dos Campos и он подписал контракт с командой Funvic-Pindamonhangaba.

### 2011-2012
За новую команду дебютировал в конце 2010 году, в последней гонке года — Копа Република де Сиклисимо, заняв 2-е место. В следующем 2011 году, в своём первом полном сезоне за Funvic-Pindamonhangaba, одержал две победы - выиграл Копа Сидаде Кансан и этап Торнею де Веран, на которой также стал вторым в общем зачёте и 7 раз поднимался на подиум по итогам остальных этапов. В последней гонке сезона, Копа Република де Сиклисимо, повторил своё прошлогоднее 2-е место, снова уступив Франсиско Чаморро — на этот раз Чаморро начал праздновать очень рано и был почти удивлён Нильсэу, который вылетел на последних 30 метров, но аргентинец сохранил преимущество и выиграл гонку, опередив Нильсеу всего на 3 тысячные.
Сезон 2012 года Нилсэу душ Сантуш начал хорошо, заняв 3-е место на Копа Република де Сиклисимо. Он снова уступил Франсиско Чаморро, который выиграл гонку, а также от своему товарищу по команде Роберто Пиньейру Силва. В феврале на Торнею де Веран выиграл один этап, занял второе место на другом и стал вторым в генеральной классификации снова уступив только Чаморро, выигравшему генеральную классификацию. В сентябре стал вторым на Волта Гранде ABC, уступив Даниэлю Вальтеру Рогелиму и обойдя Чаморро, который был третьим. Ранее в том же году Нилсэу подумывал об уходе из спорта, но тренер убедил его продолжить выступать ещё год.

### 2013
В январе 2013 года, все ещё выступая за Funvic-Pindamonhangaba, снова занял 2-е место на Копа Република де Сиклисимо. В феврале он покинул команду и стал координатором велоспорта в своём родном городе Каскавеле больше не выступая профессионально ни за одну команду. Несмотря на это, в мае он выступал в элитной категории на Копа Сидаде Кансан, представляя город Каскавел, и занял 3-е место. Несмотря на то, что он все больше отдалялся от профессионального велоспорта, работая с молодыми талантами в Каскавеле, Нилсэу вернулся на высший уровень велоспорта, подписав в начале июля контракт с São Francisco Saúde-Powerade-Botafogo-SME Ribeirão Preto, одной из главных команд страны.
В августе участвовал в Тур ду Рио, где добился своего лучшего результата в новой команде. На последнем этапе гонки он был 4-м, оказавшись самым быстрым в финишном спринте из основной группы (победу на этапе разыграл отрыв из трёх человек). Три недели спустя снова выиграл, на этот раз на Prova Ciclística Governador Dix-Sept Rosado. Он сумел отобрался в отрыв из четырёх гонщиков которым удалось сохранить своё преимущество до конца дистанции, на финише Нилсэу обыграл попутчиков в финальном спринте. Это была его первая победа за команду Ribeirão Preto и первая победа с начала 2012 года, когда он выиграл этап Торнею де Веран.

### 2014
В 2014 году Нилсэу начал выступать за Clube DataRo de Ciclismo, команду, базирующуюся в его родном городе Каскавеле. Он дебютировал в её составе в феврале на Туре Бразилии / Волте штата Сан-Паулу, выиграв последний этап гонки, также являвшийся очередным изданием Копа Република де Сиклисимо. Это была первая победа Нилсэу на гонке входившей в календарь Международного союза велосипедистов, после его победы на 4-м этапе Джиро Сан-Паулу в 2010 году, а также она стала для него третьей победой на Копа Република де Сиклисимо, что позволило ему сравняться по победам с Родриго де Мелло Брито и Франсиско Чаморро. Через неделю Нилчэу принял участие в традиционном Торнею де Веран, на котором после победы на Копа Република де Сиклисимо считался одним из главных фаворитов на общую победу. В итоге на двух из четырех этапов поднялся на подиум и завершил гонку на 4-м месте в общем зачёте, отстав от победителя всего на 1 очко. Также в феврале Нилсэу был удостоен чести депутатов Законодательного собрания штата Парана.

## Достижения
2001
Велогонка 9 июля
2002
2-й и 5-й этапы на Тур ду Рио
3-й на Копа Америка де Циклисмо
2004
Велогонка 9 июля
3-й этап на Тур Санта-Катарины
2005
Копа Америка де Циклисмо
1-й этап на Волта штата Сан-Паулу
2-й на Чемпионат Бразилии — групповая гонка
3-й на Велогонка 9 июля
2006
Копа Америка де Циклисмо
2-й этап на Волта Порту-Алегри
9-й этап на Волта штата Сан-Паулу
1-й, 8-й, 9-й и 10-й этапы на Тур Санта-Катарины
2007
 Чемпионат Бразилии — групповая гонка
Копа Америка де Циклисмо
Торнею де Веран
Генеральная классификация
2-й, 3-й и 4-й этапы
5-й этап на Тур ду Рио
1-й этап на Волта штата Сан-Паулу
1-й этап TTT на Тур Санта-Катарины
2008
Копа Америка де Циклисмо
Торнею де Веран
3-й в генеральной классификации
1-й и 3-й этапы
2-й на Волта Граватаи
2009
Торнею де Веран
Генеральная классификация
1-й этап
2010
4-й этап на Джиро Сан-Паулу
2-й на Велогонка 9 июля
2011
Копа Сидаде Кансан
Торнею де Веран
2-й в генеральной классификации
5-й этап
2012
Торнею де Веран
2-й в генеральной классификации
1-й этап
3-й на Копа Америка де Циклисмо
2013
2-й на Копа Америка де Циклисмо
3-й на Копа Сидаде Кансан
2014
8-й этап на Тур Бразилии / Волта штата Сан-Паулу

## Рейтинги
| Год                  | 2005 | 2006 | 2007 | 2008 | 2009 | 2010  | 2011 | 2012  | 2013 | 2014  |
| -------------------- | ---- | ---- | ---- | ---- | ---- | ----- | ---- | ----- | ---- | ----- |
| Американский тур UCI | 5-й  | 41-й | 5-й  | -    | -    | 222-й | -    | 163-й | 88-й | 285-й |
|                      |      |      |      |      |      |       |      |       |      |       |
| Источник: UCI        |      |      |      |      |      |       |      |       |      |       |